# War Pigs
〈War Pigs〉는 영국의 헤비 메탈 밴드 블랙 사바스의 곡이다. 이 곡은 그들의 1970년 음반인 《Paranoid》의 히트 타이틀곡임에도 불구하고, 블랙 사바스의 초기 음악 세계를 정의 하는 앤섬으로 명성을 이어간다. 실제로 이 곡은 음반의 타이틀곡으로 구상되었지만(그 이유로 《Paranoid》의 기이한 음반 커버 디자인이 탄생한 것이다), 베트남 전쟁과 관련하여 밴드가 정치적 궁지에 몰리게 될 가능성을 피하기 위해 이 안건은 휴지조각이 된 것이다.
오리지널 버전(“Walpurgis”라는 이름으로 데모 버전이 만들어졌다)은 “빨간 재 속에서 타오르는 시체들”과 “나쁜 죄인들···죽은 쥐의 내장을 먹는” 등의 말들을 늘어놓았다. 하지만 밴드가 악마 숭배자라 믿는 대중의 인식이 염려된 블랙 사바스는 가사를 고쳐 썼고, 무심코 그 시대의 환멸감과 공포를 환기시키게 되었다. “저희는 베트남에 대해 아는 게 하나도 없었죠.” 오지 오스본이 이렇게 말했다.

## 참여 인원
- 오지 오스본 – 보컬
- 토니 아이오미 – 기타
- 기저 버틀러 – 베이스 기타
- 빌 워드 – 드럼